# Jan Gerritsz. Versteghe

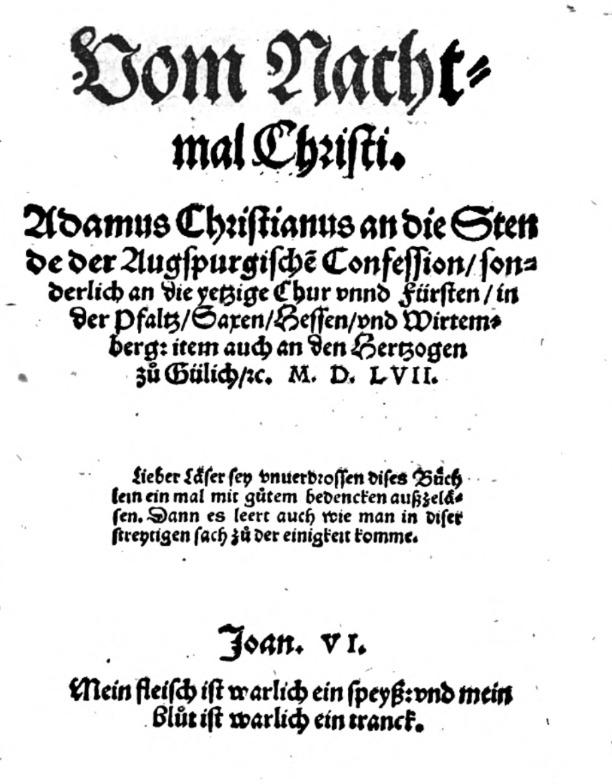
Titelblad van het in 1557 verschenen "Vom Nachtmal Christi"

Jan Gerritsz. Versteghe, ook Joannes Anastasius Veluanus (Stroe, voor 1520 — Bacharach, 1570) was een rooms-katholiek priester, die zich ontwikkelde tot een reformator. In 1554 verscheen — geschreven onder het pseudoniem Joannes Anastasius Veluanus  — "Der Leken Wechwyser", een in de volkstaal geschreven catechismus, waarin hij afstand nam van de katholieke leer en waarin hij uitleg gaf van de reformatorische beginselen. Onder het pseudoniem Adamus Christianus publiceerde hij in 1557 "Vom Nachtmal Christi".

## Leven en werk
Versteghe werd voor 1520 in Stroe op de Veluwe geboren als zoon van Geeraerd Arends en Marrië, dochter van Johan Derriksen van de Stege. Hij werd opgeleid tot priester. Waar hij zijn opleiding zou hebben gevolgd is niet bekend. Zowel Harderwijk als Amersfoort worden genoemd. In 1544 werd hij pastoor in Garderen. Waarschijnlijk onder invloed van de nieuwe theologische ideeën van de hervormers van die tijd wist Versteghe in de zes jaar waarin hij in Garderen werkzaam was zich tot tolk van het reformatorisch gedachtegoed te maken. Zijn preken trokken veel volk. Dat bleef ook niet onopgemerkt door de inquisitie. Franciscus Sonnius, inquisiteur, liet hem oppakken. "Deze priester" — zo schreef Sonius aan Viglius — "was kundig in Grieks en Latijn en door zijn welbespraaktheid heel geschikt om velen te verleiden en met dat doel had hij volle tien jaar de leerstellingen de protestanten bestudeerd, om eindelijk toen tijd en plaats gunstig waren, goddeloos te gaan onderwijzen wat hij roekeloos geleerd had". Na verhoor in Arnhem herriep Versteghe  zijn opvattingen. Dit mocht niet baten, hij werd veroordeeld tot een levenslange gevangenschap en verbeurdverklaring van zijn bezit. Hij werd opgesloten in het Huis Hattem. Na drie jaar werd hij voorwaardelijk op borgtocht vrijgelaten. De borgsom bedroeg vierhonderd carolusguldens, waarvan het grootste deel voor rekening kwam van zijn grootvader. Hem werd opgedragen om in Leuven gedurende een periode van drie jaar theologie te gaan studeren. Hij zag echter kans om naar wat toen genoemd werd "Oostland" (Duitsland) te ontkomen. Eenmaal in een veilige omgeving publiceerde hij zijn belangrijkste werk "Der Leken Wechwyser". Hierin nam hij afstand van de belangrijkste katholieke dogma's. Hij benadrukte het idee van de wedergeboorte: "Die heren Christie Jesus bloet rijnicht ons van alle sunden". Hij was een vertegenwoordiger van die protestanten, die de nadruk legden op de persoonlijke geloofsbeleving. Hij was wel huiverig voor al te rigide opvattingen over de uitverkiezing. Hij predikte, in navolging van Erasmus, verdraagzaamheid. Van 1554 tot 1561 was hij predikant in Bacharach en van 1561 tot zijn overlijden in 1570 was hij superintendant - kerkelijk inspecteur - in Rijn-Palts. Daar was hij ook betrokken bij de vaststelling van de eindtekst van de Heidelbergse Catechismus.
Versteghe trouwde in 1563 met Johanna Pithopaea, dochter van  de oud-rector van de Latijnse school in Amersfoort en een zuster van de Heidelbergse hoogleraar Pithopoeus. Hij overleed in 1570 in Bacharach.
Voor de kerk in Garderen staat een standbeeld dat daar geplaatst is door de gemeente Barneveld. In de sokkel van dit beeld zijn de eerste regels van "Der Leken Wechwyser" gebeiteld: "In Gelderlant op die Velua leyt een arm dorp, gheheeten Garder, daer heb ick omtrent VI jaer ghepredict ende ben int jaer MDL den eersten January ghevanghen binnen Arnhem ghevuert en aldaer tot eenen sondighen wederroep ghedrongen. Joannes Anastasius Veluanus"